# Монтелонго
Монтелонго (итал. Montelongo) — коммуна в Италии, располагается в регионе Молизе, в провинции Кампобассо.
Население составляет 490 человек (2008 г.), плотность населения составляет 41 чел./км². Занимает площадь 12 км². Почтовый индекс — 86040. Телефонный код — 0874.

## Демография
Динамика населения:

## Администрация коммуны
- Официальный сайт: http://www.comune.montelongo.cb.it/